# Универзитет у Акобоу
Универзитет у Акобоу (енгл. Akobo Heritage and Memorial University) је приватна високошколска установа са седиштем у Акобоу, пограничном граду вилајета Џонглеј у Јужном Судану. Један је од пет приватних универзитета Јужног Судана.